# Ferid Matri
Ferid Matri (* 16. Januar 1994 in Genf) ist ein Schweizer Fussballspieler, der bei Étoile Carouge unter Vertrag steht.

## Karriere

### Verein
Seine Juniorenzeit verbrachte Ferid Matri beim Servette FC Genève und bei AJ Auxerre. 
Im Sommer 2013 wechselte er zum FC Luzern in die Schweizer Super League, wo er einen Vertrag bis Ende Juni 2017 unterschrieb. Er debütierte am 21. September 2013 beim 1:0-Auswärtssieg beim BSC Young Boys.
Er wurde im Januar 2015 bis Juni 2015 an den FC Wil in die Challenge League ausgeliehen. Am 30. Juni 2015 lieh ihn der FC Luzern für ein weiteres Jahr bis Ende Juni 2016 in die Challenge League an den FC Le Mont-sur-Lausanne aus. Der Leihvertrag mit dem FC Le Mont-sur-Lausanne wurde vorzeitig am 22. Januar 2016 aufgelöst.
Matri kehrte im Januar 2016 wieder zum FC Luzern zurück und spielte für die zweite Mannschaft (U-21) in der 1. Liga.
Im Januar 2017 wechselte er zu Espérance Tunis nach Tunesien, wo er einen Vertrag bis Ende Juni 2020 unterschrieb.
Im Februar 2018 wechselte er zurück in die Schweiz zu Étoile Carouge.

### Nationalmannschaft
Matri absolvierte diverse Juniorenländerspiele von der U-15 bis zur U-19 für die Schweiz.